# Spinasteron ludwigi
Spinasteron ludwigi là một loài nhện trong họ Zodariidae.
Loài này thuộc chi Spinasteron. Spinasteron ludwigi được Barbara C miêu tả năm 2003. Baehr & Churchill.